# Condado de Pueblo
O Condado de Pueblo é um dos 64 condados do Estado americano do Colorado. A sede do condado é Pueblo, e sua maior cidade é Pueblo. O condado possui uma área de 6 210 km² (dos quais 23 km² estão cobertos por água), uma população de 141 472 habitantes, e uma densidade populacional de 23 hab/km² (segundo o censo nacional de 2000). O condado foi fundado em 1874.